# Marco Galateo
Marco Galateo (* 29. Oktober 1979 in Meran) ist ein italienischer Politiker (FdI). Er seit 2022 Mitglied des Südtiroler Landtags und seit Februar 2024 zweiter Landeshauptmann-Stellvertreter.

## Biographie
Galateo studierte an der Universität Trient Rechtswissenschaften, erlangte jedoch keinen Abschluss und war in der Folge in der Privatwirtschaft tätig.
Politisch engagierte sich Galateo einige Zeit in der Partei Forza Italia, ehe er sich der Lega Nord anschloss, die er von 2015 bis 2020 im Gemeinderat von Bozen vertrat. 2018 kandidierte er auf der Liste von L’Alto Adige nel cuore für den Südtiroler Landtag und damit gleichzeitig Regionalrat Trentino-Südtirol, errang mit 460 Vorzugsstimmen als Zweitplatzierter seiner Liste hinter Alessandro Urzì jedoch kein Mandat. 2020 kandidierte er erneut bei den Kommunalwahlen und zog in der Folge als Vertreter von Fratelli d’Italia wiederum in den Gemeinderat ein. 
Nachdem Urzì bei den Parlamentswahlen 2022 in die Abgeordnetenkammer gewählt worden war, konnte Galateo am 8. November dessen Mandate im Landtag und Regionalrat übernehmen. Bei den Landtagswahlen 2023 gelang ihm mit 2993 Vorzugsstimmen die Wiederwahl. Bei der ersten Sitzung des neuen Landtags am 13. November 2023 wurde er vorübergehend zum Landtagsvizepräsidenten gewählt. Am 1. Februar 2024 wurde er in die neue Landesregierung gewählt; im Kabinett Kompatscher III fungiert er dabei als 2. Landeshauptmannstellvertreter und betreut als Landesrat die Themen italienische Bildung, italienische Kultur, Handel und Dienstleistungen, Handwerk und Industrie.